# Zapenesia libanica
Zapenesia libanica  (лат.) — ископаемый вид мелких архаичных ос из семейства Scolebythidae из отложений мелового периода, ливанский янтарь. Единственный вид рода Zapenesia.

## Распространение
Ливан.

## Описание
Описан по единственной крылатой самке чёрного цвета длиной около 2,6 мм. Длина переднего крыла 1,6 мм. Формула шпор голеней: 1-2-2.